# Hysterothylacium
Hysterothylacium eine Gattung der Spulwürmer mit 122 Arten, die als Parasiten im Magen-Darm-Trakt von Fischen vorkommen.

## Merkmale
Hysterothylacium sind Raphidascarididae mit drei Lippen, die durch Zwischenlippen verbunden sind. Seitenflügel reichen von der Unterlippe bis zur Schwanzspitze. Die Kutikula ist quergestreift. Der lange muskulöse Ösophagus endet in einem kleinen runden Ventriculus, welcher einen engen Anhang besitzt. Ein Blinddarm ist vorhanden. Die Gattung wird häufig mit der Gattung Contracaecum verwechselt, allerdings liegt die Exkretionspore bei Hysterothylacium dicht am Nervenring und nicht nahe der Unterlippe wie bei Contracaecum.

## Arten
Zur Gattung gehören folgende Arten:
- Hysterothylacium aduncum (Rudolphi, 1802)
- Hysterothylacium aetobatum Lakshmi, 2005
- Hysterothylacium amoyense (Hsü, 1933)
- Hysterothylacium analarum Rye & Baker, 1984
- Hysterothylacium arii Yamaguti, 1954
- Hysterothylacium arnoglossi Petter & Maillard, 1988
- Hysterothylacium assi Parukhin, 1973
- Hysterothylacium auctum (Rudolphi, 1802)
- Hysterothylacium baylisi Yamaguti, 1941
- Hysterothylacium bidentatum Linstow, 1899
- Hysterothylacium bifidalatum Petter & Maillard, 1988
- Hysterothylacium brachyurum Ward & Magath, 1917
- Hysterothylacium carangis (Kalyankar, 1972)
- Hysterothylacium carutti Rajyalakshmi, Hanumantha-Rao & Shyamasundari, 1993
- Hysterothylacium cenatica (Bruce & Cannon, 1989)
- Hysterothylacium cenotae Pearse, 1936
- Hysterothylacium channai Rajyalakshmi, 1995
- Hysterothylacium chaunaxi (Olsen, 1952)
- Hysterothylacium chorinemi Parukhin, 1966
- Hysterothylacium chrysostomi Bruce, 1990
- Hysterothylacium clavatum Rudolphi
- Hysterothylacium coiliae Yamaguti, 1941
- Hysterothylacium collare (Cobb, 1929)
- Hysterothylacium cornutum (Stossich, 1904)
- Hysterothylacium corrugatum Deardorff & Overstreet, 1981
- Hysterothylacium coryphaenoidi Parukhin, 1989
- Hysterothylacium cyclopteri (Kreis, 1952)
- Hysterothylacium dollfusi Schmidt, Leiby & Kritsky, 1974
- Hysterothylacium elurensis Rajyalakshmi & Lakshmi, 1995
- Hysterothylacium epinepheli Yamaguti, 1941
- Hysterothylacium eurycheilum (Olsen, 1952)
- Hysterothylacium fabri (Rudolphi, 1819)
- Hysterothylacium fluviatile Moravec & Sey, 1988
- Hysterothylacium fortalezae (Klein, 1973)
- Hysterothylacium fossilii Rajyalakshmi, 1996 †
- Hysterothylacium gadi (Mueller, 1776)
- Hysterothylacium geschei Torres, Andrade & Silva, 1998
- Hysterothylacium gracile Yamaguti, 1935
- Hysterothylacium habena Linton, 1900
- Hysterothylacium hanumantharaoi (Rajya Lakshmi & Shyamasundari, 1991)
- Hysterothylacium hapalogenyos Yamaguti, 1961
- Hysterothylacium haze (Machida, 1978)
- Hysterothylacium histiophori Yamaguti, 1935
- Hysterothylacium hospitum Solovjeva & Pozdnjakov, 1984
- Hysterothylacium ilishae Yamaguti, 1941
- Hysterothylacium increscens (Molin, 1858)
- Hysterothylacium incurvum (Rudolphi, 1819)
- Hysterothylacium inquies Linton, 1901
- Hysterothylacium japonicum Moravec & Nagasawa, 1998
- Hysterothylacium kiranii Rajyalakshmi, 1993
- Hysterothylacium krishnai Rajyalakshmi, 1992
- Hysterothylacium legendrei (Dollfus, 1933)
- Hysterothylacium leptaspi Bruce, 1990
- Hysterothylacium longicaecum Rajyalakshmi, Rao & Shyamasundari, 1993
- Hysterothylacium lophii Schuurmans Stekhoven, 1935
- Hysterothylacium magnum Smedley, 1934
- Hysterothylacium magnum (Smedley, 1934)
- Hysterothylacium makairi (Bruce & Cannon, 1989)
- Hysterothylacium marinum (Linnaeus, 1767)
- Hysterothylacium melanogrammi (Smedley, 1934)
- Hysterothylacium melichthysi Olsen, 1952
- Hysterothylacium muraenesoxis (Bharathalakshmi & Sudha, 1999)
- Hysterothylacium murrayense Johnston & Mawson, 1940
- Hysterothylacium narayanensis Rajyalakshmi, 1997
- Hysterothylacium nellorensis Rajyalakshmi, 1996
- Hysterothylacium neocornutum Rajyalakshmi, Hanumantha-Rao & Shyamasundari, 1992
- Hysterothylacium neorhacodes (Rajya Lakshmi, Hanumantha-Rao & Shyamasundari, 1990)
- Hysterothylacium nipponense Moravec & Nagasawa, 1998
- Hysterothylacium nototheniae Johnston & Mawson, 1945
- Hysterothylacium ogcocephali (Olsen, 1952)
- Hysterothylacium okadai Fujita, 1940
- Hysterothylacium pagrosomi Yamaguti, 1935
- Hysterothylacium papilligerum Creplin, 1846
- Hysterothylacium paralichthydis Yamaguti, 1941
- Hysterothylacium patagonense Moravec, Urawa & Coria, 1997
- Hysterothylacium pelagicum Deardorff & Overstreet, 1982
- Hysterothylacium perezi Gopar-Merino, Osorio-Sarabia & Garcia-Prieto, 2005
- Hysterothylacium petteri Sheenko, 1991
- Hysterothylacium physiculi Moravec & Nagasawa, 2000
- Hysterothylacium poecilurai Rajyalakshmi & Sreeramulu, 2005
- Hysterothylacium psettodi Parukhin, 1989
- Hysterothylacium pseudotumbili Rajya-Lakshmi, Hanumantha-Rao & Shyamasundari, 1991
- Hysterothylacium punctati Rajyalakshmi, 1995
- Hysterothylacium rectum Yamaguti, 1961
- Hysterothylacium reliquens (Norris & Overstreet, 1975)
- Hysterothylacium rhacodes (Deardorff & Overstreet, 1978)
- Hysterothylacium rhamdiae Brizzola & Tanzola, 1995
- Hysterothylacium rigidum (Rudolphi, 1809)
- Hysterothylacium saba Yamaguti, 1941
- Hysterothylacium salvelini Fujita, 1940
- Hysterothylacium scomberoidei Bruce & Cannon, 1989
- Hysterothylacium scomberomori Yamaguti, 1941
- Hysterothylacium sebae Bruce, 1990
- Hysterothylacium seriola Yamaguti, 1976
- Hysterothylacium seriolae (Yamaguti, 1941)
- Hysterothylacium serrani (Kalyankar, 1972)
- Hysterothylacium shyamasundarii (Rajya Lakshmi & Hanumantha-Rao, 1989)
- Hysterothylacium tasmaniense (Johnston & Mawson, 1945)
- Hysterothylacium tetrapteri (Bruce & Cannon, 1989)
- Hysterothylacium thalassini Bruce, 1990
- Hysterothylacium trichiuri Thwaite, 1927
- Hysterothylacium visakhensis (Bharathalakshmi & Sudha, 1999)
- Hysterothylacium winteri Torres & Soto, 2004
- Hysterothylacium yaradensis (Rajya Lakshmi, Hanumantha-Rao & Shyamasundari, 1990)
- Hysterothylacium zenis (Baylis, 1929)
- Hysterothylacium zenopsis (Yamaguti, 1941)